# Президентские выборы в Азербайджане (2003)
Президентские выборы в Азербайджане 2003 года были назначены на 15 октября в связи с истечением срока полномочий Президента Азербайджана Гейдара Алиева. Они стали пятыми выборами президента республики. По результатам первого тура выборов победил с большим отрывом премьер-министр Ильхам Алиев, набравший 76,86 % голосов, став четвёртым по счету президентом республики.

## Обстановка до выборов
Первоначально баллотироваться от правящей партии Новый Азербайджан собирался действующий в тот период времени и находившийся на лечении президент Гейдар Алиев. В июле его кандидатуру официально зарегистрировал ЦИК. На выборы выдвинул свою кандидатуру так же и его сын Ильхам Алиев. Сам Ильхам Алиев после своей регистрации сразу же заявил: «Президентом будет Гейдар Алиев, а моя регистрация в качестве кандидата даст мне дополнительные возможности вести пропаганду в пользу действующего президента». 4 августа президент обратился к парламенту с просьбой утвердить Ильхама Алиева в должности премьер-министра. Распущенный на каникулы Милли Меджлис собрался в срочном порядке. Из 125 депутатов на сессию не прибыли только 23 депутата от оппозиции. Депутаты практически единогласно (101 голосом при 1 воздержавшемся) удовлетворили просьбу президента. 6 августа самолётом МЧС России президент был доставлен в Кливленд (штат Огайо, США). 2 октября по государственному телевидению Азербайджана было зачитано обращение Гейдара Алиева к народу, в котором он заявил, что снимает свою кандидатуру в пользу сына. От оппозиционных партий свою кандидатуру выдвинули лидеры партии Мусават Иса Гамбар и партии национальной независимости Азербайджана Этибар Мамедов.

## Кандидаты
| Кандидат           | Партия                                         | Число голосов | Доля голосов |
| ------------------ | ---------------------------------------------- | ------------- | ------------ |
| Ильхам Алиев       | Новый Азербайджан                              | 1 860 346     | 76,86 %      |
| Иса Гамбар         | Мусават (Партия равенства)                     | 372 385       | 13,97 %      |
| Лала Шевкет        | Национальное единство                          | 100 558       | 3,62 %       |
| Этибар Мамедов     | Партия национальной независимости Азербайджана | 62 401        | 2,92 %       |
| Ильяс Исмаилов     | Справедливость                                 | 24 926        | 1,00 %       |
| Сабир Рустамханлы  | Партия Гражданской Солидарности                | 23 730        | 0,96 %       |
| Гудрат Гасангулиев | Народный фронт Азербайджана                    | 13 624        | 0,55 %       |
| Хафиз Гаджиев      | Современный Мусават                            | 9990          | 0,40 %       |

## Наблюдатели
Институт Демократии в Восточной Европе (IDEE) по просьбе правительства США создал миссию по наблюдению за президентскими выборами. Миссия под эгидой ОБСЕ привлекла 188 наблюдателей из Австрии, Беларуссии, Боснии и Герцеговины, Грузии, Македонии, Польши, Румынии, Сербии, Черногории, Косово, Словакии, Словении, США, Турции, Украины, Хорватии, Чехии и Эстонии. Эта группа составила треть числа наблюдателей ОБСЕ. Среди них были члены представительных органов своих стран разных уровней, включая членов парламента, журналисты, активисты неправительственных организаций, в том числе специализирующихся на наблюдении за выборами. В период выборов наблюдатели IDEE следили за избирательным процессом во всех 124 округах на приблизительно 1000 избирательных участков по всей территории страны. Правительство Соединенных Штатов выделило 2 млн долларов Азербайджану на проведение выборов президента республики.

## Оценка выборов
На пресс-конференции в Баку, вице-президент Парламентской ассамблеи ОБСЕ Джованни Кесслер заявил о том, что «выборы показали очевидный прогресс, достигнутый Азербайджаном в процессе совершенствования демократии, укрепления демократических институтов и законодательной базы», однако так же заявил что «избирательный процесс не дотягивал до международных стандартов».
Наблюдатели Межпарламентской ассамблеи СНГ заявили, что выборы прошли в соответствии «с законодательством страны и концепцией демократических выборов». По словам руководителя мониторинговой группы Константина Маркелова, наблюдатели выявили лишь незначительные нарушения на некоторых участках. Глава комитета Совета федерации по международным делам Михаил Маргелов отметил, что «миссии ОБСЕ и ПАСЕ признали выборы легитимными».
По сообщениям международных наблюдателей, в ходе выборов были зафиксированы многочисленные нарушения.

### Критика
- Накануне выборов, правозащитной организацией Human Rights Watch, было сделано заявление, согласно которому на выборах «имела место слишком широкая манипуляция, слишком много арестов, слишком много избиений и, соответственно, эти президентские выборы нельзя считать свободными и справедливыми»[5].
- Глава группы наблюдателей ОБСЕ Питер Эйкер, назвал прошедшее голосование «упущенной возможностью провести подлинно демократические выборы». Он привел многочисленные примеры вбрасывания лишних бюллетеней, фальсификаций при подсчете голосов и вмешательства в процесс голосования и подсчета голосов лиц, не имеющих на то полномочий.
- После ознакомления с предварительным заявлением ОБСЕ сделанного 16 октября на пресс-конференции в Баку, наблюдатели IDEE издали «Votum Separatum» (Особое Мнение), в котором выражали своё возмущение по фальсификации выборов, запугиваниям и репрессиям свидетелями которых они стали, а также несогласие с мягким предварительным отчетом ОБСЕ которые назвали выборы «в целом хорошо организованными»[6].

## Международная реакция
Не дожидаясь объявления окончательных итогов, некоторые мировые лидеры направили свои поздравления новоизбранному президенту.
- Среди первых Ильхама Алиева с победой поздравили: Владимир Путин, Джордж Буш, Эдуард Шеварднадзе, Леонид Кучма, Реджеп Тайип Эрдоган, Александр Лукашенко.

- Европейский союз в целом признал итоги президентских выборов в Азербайджане, хотя и обращает внимание на «некоторые недостатки», имевшие место в ходе избирательной кампании[7].

В своей инаугурационной речи Ильхам Алиев заявил:
Я верю в счастливое будущее Азербайджана. Уверен, что наша страна и впредь будет развиваться и укрепляться. Демократия в Азербайджане получит дальнейшее развитие, будут обеспечены политический плюрализм, свобода слова. Наша страна станет современным государством. Для того, чтобы добиться всего этого, в Азербайджане многое необходимо сделать. Но для осуществления всего этого и превращения Азербайджана в могущественное государство, прежде всего, необходимо продолжить в стране политику Гейдара Алиева
.

## Протесты оппозиции
Кандидаты от оппозиции Иса Гамбар и лидер партии Национальной независимости Азербайджана Этибар Мамедов ещё до объявления первых предварительных итогов заявили о непризнании будущих результатов выборов и призвали сторонников выйти на улицы «для защиты собственных интересов».
- Вечером 15 октября произошли первые столкновения сторонников Исы Гамбара с полицией. От 300 — 500 активистов партии Мусават собрались на стихийный митинг возле её штаб-квартиры в центре Баку, скандируя лозунг «Иса — президент!»[4]. Для разгона митинга полиция пустила в ход дубинки, в ответ митингующие использовали камни, палки и металлические прутья. Под дубинки полицейских попали так же и наблюдатели ОБСЕ[5][4]. Около 30 демонстрантов были задержаны.
- 16 октября свыше 3 тыс. сторонников Исы Гамбара двинулись по центральным улицам столицы к площади Свободы. Толпу безуспешно пытались разогнать сотни полицейских. Спустя два часа на место событий был пригнан полк внутренних войск. Для разгона демонстрации полиция применила водометы, слезоточивый газ, резиновые дубинки и собак[5]. В результате несколько десятков человек получили тяжелые ранения, более сотни арестовано[5].

Так же более 400 сторонников оппозиции собрались в центре Баку у штаб-квартиры партии Мусават. При попытке полиции разогнать демонстрантов началась драка. В результате беспорядков пострадали 22 полицейских, 6 из которых госпитализированы. Своё возмущение поведением властей выразила член делегации ОБСЕ из Польши Ханна Хорошемович-Гродеска :
Если бы это произошло в моей стране я бы назвала это войной против своего народа .

### Последствия
Исполнительная власть Баку сообщила что беспорядки причинили городскому хозяйству материальный ущерб в размере 1 млн долларов. В Баку были разбиты рекламные щиты, городские осветительные установки, оконные стекла учреждений, разобраны покрытия улиц, а также поломаны скамьи в парках и скверах. В течение суток в больницу скорой помощи за медицинской помощью обратились более 120 участников столкновений, получивших ранения различной степени. По состоянию на вечер четверга, более 50 человек госпитализированы, 13 из них — находились в реанимации. Власти Азербайджана обвинили представителей оппозиции в попытке государственного переворота и арестовали несколько членов руководства Мусават. Сторонники Исы Гамбара, в свою очередь, обратились к властям Норвегии с просьбой предоставить им политическое убежище.